# Örebro härad
Örebro härad var ett härad i den mellersta delen av landskapet Närke. Häradet omfattade den västra delen av nuvarande Örebro kommun, vilken är en del av Örebro län.  Den totala arealen mätte drygt 626 km² och befolkningen uppgick år 1921 till 18 717 invånare. 

## Geografi
Örebro härad var beläget vid sjön Hjälmarens östra vik Hemfjärden med Kilsbergens ostligaste utlöpare i väster. Genom häradets södra del löper Svartån som mynnar i Hjälmaren vid staden Örebro. I denna mynnar också Lillån samt sjön Tysslingen och Garphytteån vilka avvattnas genom Svartån. I söder återfinns Täljeån som avvattnas i Kvismare kanal. Området närmast Hjälmaren är relativt flackt med lerhaltiga jordbruksmarker, medan det i väster blir mer skogigt och kuperat. Historiskt sett har jordbruket varit den viktigaste näringen, även om en del skogsbruk har förekommit. I Lekebergslagen i Kilsbergen i områdets norra delar förekom gruv- och bruksverksamhet av bergslagssnitt. Örebro härad gränsade i öster mot Glanshammars härad, i nordost mot Fellingsbro härad, i norr mot Nora och Hjulsjö bergslag, i nordväst mot Karlskoga bergslags härad, i väst mot Edsbergs härad samt i söder mot Hardemo, Kumla, Sköllersta samt Askers härader.
Häradet saknade köpingar men hade ett municipalsamhälle - Almby som numera gått upp i Örebro. Stora delar av häradet är idag en del av tätorten Örebro, men de största orterna i övrigt är numera Garphyttan belägen omkring 12 kilometer väster om Örebro, samt Marieberg, Hovsta och Vintrosa.

### Socknar

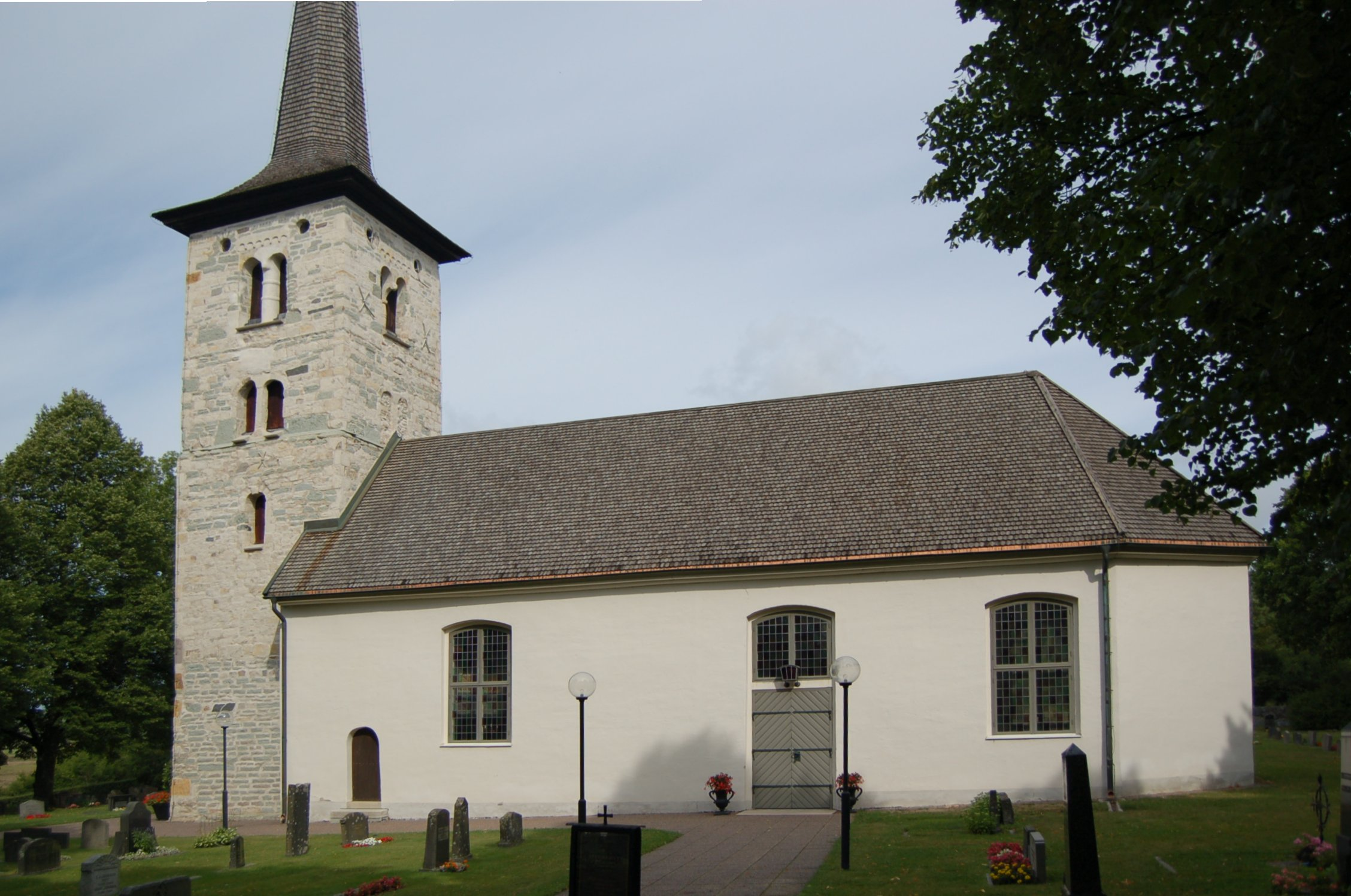
Hovsta kyrka

Örebro härad omfattade tolv socknar.
- Mosjö uppgick 1967 i Örebro stad
- Täby uppgick 1967 i Örebro stad
- Vintrosa
- Tysslinge
- Kil
- Gräve
- Eker uppgick 1952 i Örebro stad
- Längbro uppgick 1937 i Örebro stad
- Ånsta uppgick 1943 i Örebro stad
- Almby uppgick 1943 i Örebro stad
- Axberg
- Hovsta

Dessutom låg Örebro stad inom området men med egen jurisdiktion, Örebro rådhusrätt och fögderi, Örebro stads fögderi.

## Historia
Slättbygderna i landskapet Närke befolkades tidigt vilket många fornlämningar vittnar om. Namnet härrör ursprungligen från namnet på dess invånare närborna vilket kan härledes till Närsundet i området kring Kvismare kanal sydost om Örebro. Närborna var således de som bodde vid sundet. Under 1300-talet hade landskapet ungefär samma utsträckning som idag, och utgjorde en egen lagsaga med egen lagbok. Namnet Örebro är något tvetydigt och förledet Ör- kan antingen komma av ett fornnordiskt ord av isländskans eyrr med betydelsen sandbank eller aurr i betydelsen vattendrag. Hursomhelst syftar detta till stadens läge vid Svartån och dess mynning i Hjälmaren. Landskapet Närkes landstingsplats torde ha varit beläget vid Örebro och från år 1482 finns belägg för att dess lagmansting hölls i stadens skolstuga. Detta skedde under 1300- och 1400-talen samtidigt med den årliga marknaden Hindersmässan. Området var centralt beläget i gränslandet mellan landskapets tre stora kulturbygder - Västernärke kring Vibybygden, Östernärke kring Kvismare kanal och Norra Hjälmarbygden. Örebro härads ursprungliga tingsplats torde däremot ha legat vid sjön Lången i Hovsta socken norr om staden. 
Historiskt sett utgjorde häradets tre nordvästligaste socknar Tysslinge, Vintrosa och Kil en del av den s.k. Lekebergslagen. Detta var en bergslag med särskilda privilegier som 1872 kom att gå upp i dels Örebro och dels Edsbergs härader. Områdets uppkomst är höljt i historiens dunkel men åtminstone under 1500-talet fungerade Lekebergslagen som en egen rättskipande enhet med eget häradsting, dock utan fastställd tingsplats. Under 1600-talet fastställdes områdets omfattning av det år 1649 inrättade Bergskollegiet, men det börjar med tiden snarare betraktas som ett eget tingslag inom de angräsande häraderna, snarare än som ett eget härad. Bland områdets många hyttor märks bl.a. Garphyttan i Tysslinge socken som med tiden också utvecklades till ett brukssamhälle.
I häradets nordöstra delar fanns också bruksverksamhet om än av en något annorlunda typ. I Axbergs socken anlades ett svavelbruk vid Dylta bruk under 1500-talet, till vilket det under 1600-talet stadgades att kungafamiljen skulle ha rätt till fri logi på dess herrgård i händelse av farsoter. Svavelröken ansågs göra området smittofritt. I socknen fanns även ett järnbruk vid Axbergshammars bruk vilket dock lades ner under mitten av 1800-talet. I grannsocknen Hovsta återfinns 1100-talskyrkan Hovsta kyrka vars södra portal anses vara den äldsta i hela Närke.
Staden Örebro, som inte räknades till häradets jurisdiktion, har sina anor i medeltiden då Örebro slott uppfördes på en holme i Svartån under 1260-talet samtidigt som en mindre samhällsbildning uppstod som troligen fick stadsprivilegier vid samma tid. Platsen var sedan tidigare känd som vadställe och tingsplats. Under den senare delen av medeltiden byggdes slottet ut och var vid upprepade tillfällen inblandat i stridigheter och belägrat, samtidigt som köpstaden växte och ett kloster - Vårfruklostret - anlades. Under 1500-talet fick staden ensamrätt på järnhandeln i området och kung Karl IX byggde ut slottet till ett förnämligt renässansslott, och med tiden blev staden av stor betydelse för hela riket och flera viktiga möten kom att hållas här.

## Län, fögderier, domsagor, tingslag och tingsrätter
Häradet har från 1779 hört till Örebro län, innan dess Närkes och Värmlands län. Församlingarna tillhör(de) Strängnäs stift.
Häradets socknar hörde till följande fögderier:
- 1720-1917 Östernärke fögderi
- 1918-1990 Örebro fögderi

Häradets socknar tillhörde följande domsagor, tingslag och tingsrätter:
- 1687-1903 Örebro tingslag inom
  - 1687-1771 Norra Närkes domsaga (Örebro, Glanshammars, Fellingsbro, Linde, Ljusnarsbergs, Nora och Grythytte härader)
  - 1772-1809 Örebro, Glanshammars och Fellingsbro domsaga
  - 1810-1903 Östernärkes domsaga (Sköllersta, Askers, Örebro, Glanshammars och till 1855 Fellingsbro härader) med
- 1904-1947 Glanshammars och Örebro tingslag i Östernärkes domsaga
- 1948-1970 Östernärkes domsagas tingslag i Östernärkes domsaga

- 1971- Örebro tingsrätt och dess domsaga

En del av Vintrosa, Kils och Tysslinge socknar tillhörde före 1873 till Västernärkes domsaga och Lekebergslagens tingslag.

### Webbkällor
- Nationella arkivdatabasen för uppgifter om fögderier, domsagor, tingslag och tingsrätter